# Dimorphanthera microphylla
Dimorphanthera microphylla är en ljungväxtart som beskrevs av Herman Otto Sleumer. Dimorphanthera microphylla ingår i släktet Dimorphanthera och familjen ljungväxter. Inga underarter finns listade i Catalogue of Life.